# 希什利
希什利是土耳其伊斯坦堡的39個區之一，位於博斯普魯斯海峽以西的歐洲部份，面積10.6平方公里，人口266,793人。

希什利